# Automobilfabrik Perl

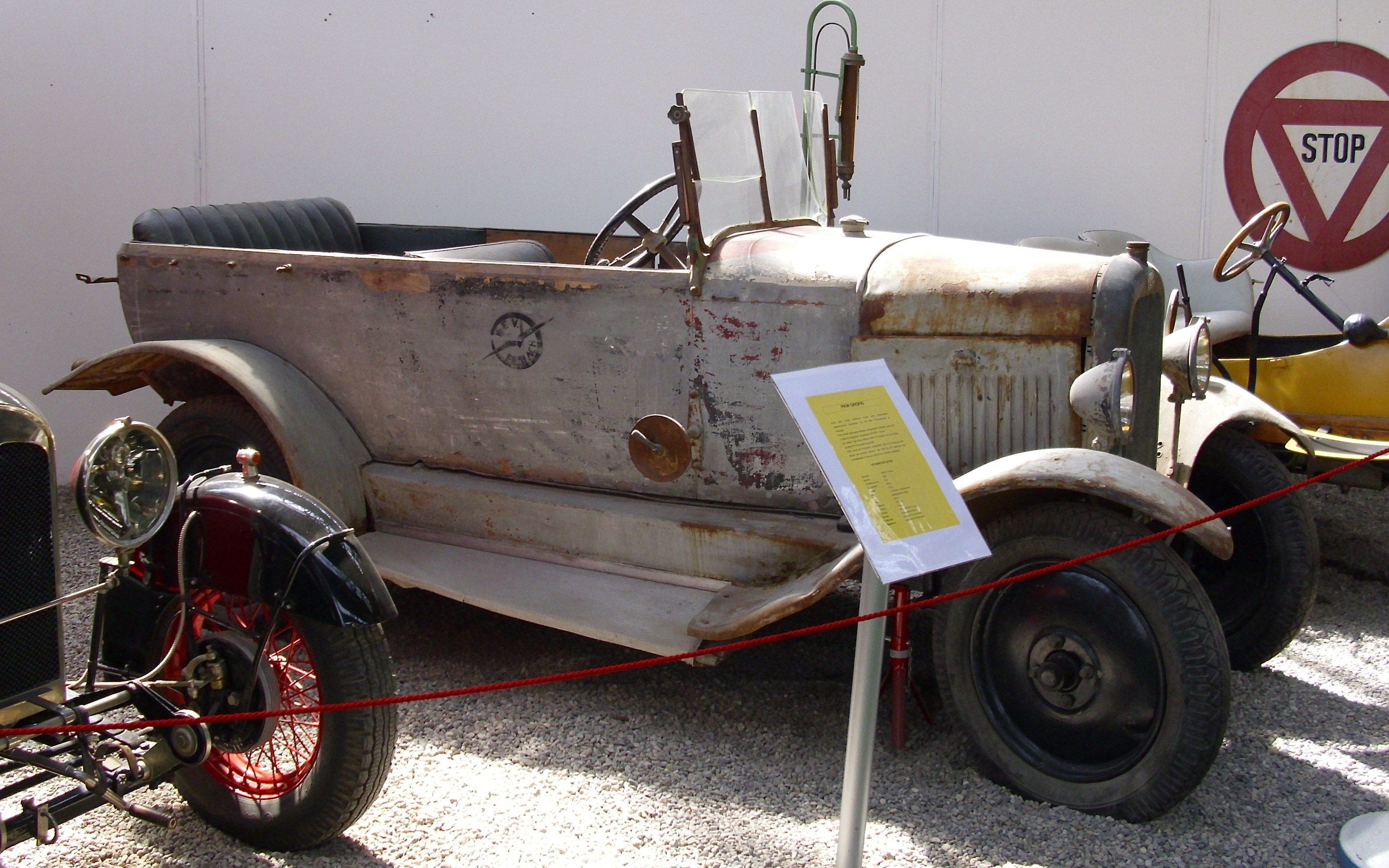
Perl von 1924

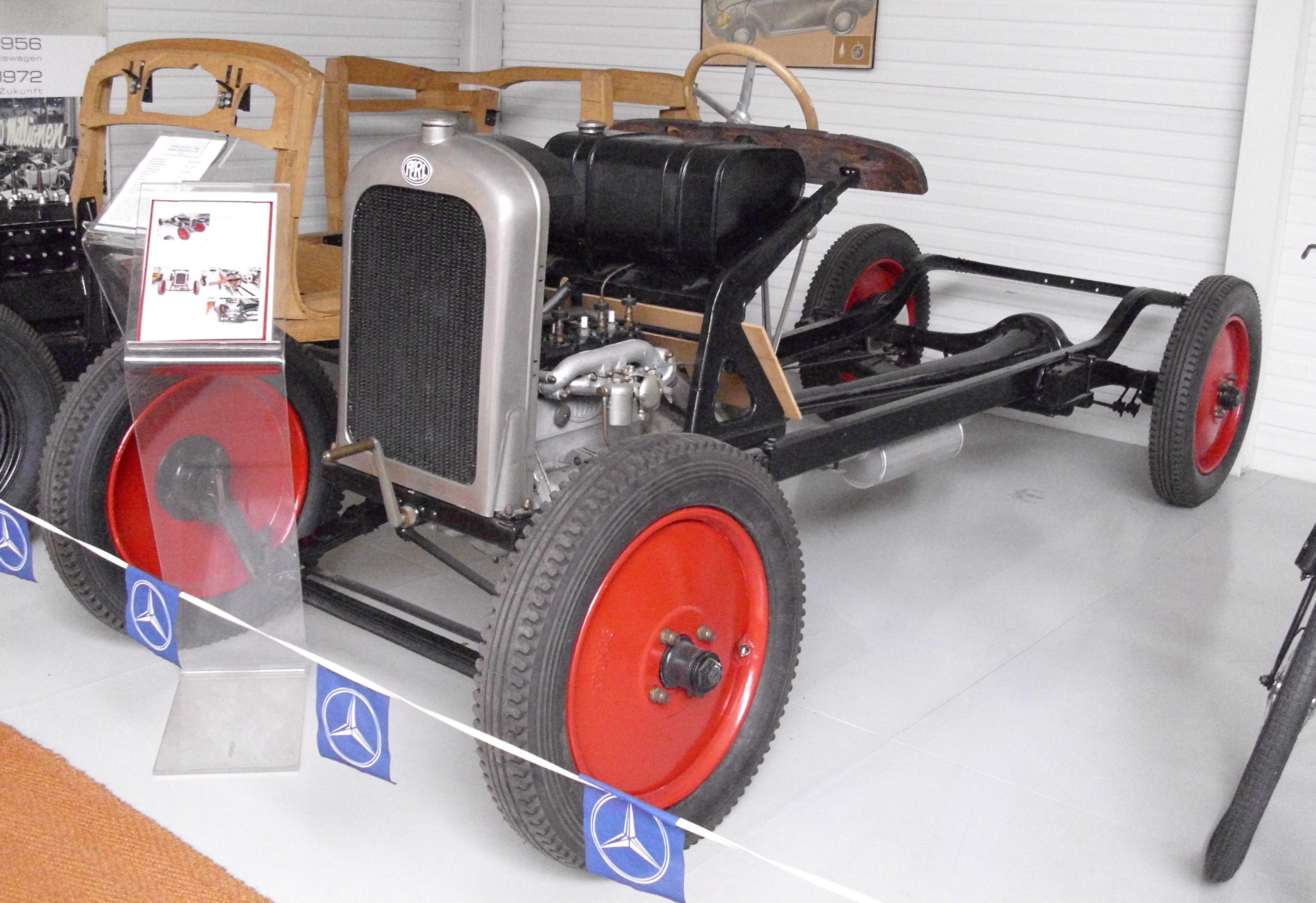
Perl 4/17 PS Suprema (Fahrgestell) von 1925

Die Automobilfabrik Perl AG war ein österreichischer Hersteller von Traktoren, Automobilen und Autobussen.

## Unternehmensgeschichte
Das von Ing. Gustav Rudolf Perl im Jahre 1910 als Tochterfirma des Schweizer Autoherstellers Berna gegründete Unternehmen, um 1913 bereits in Wien-Liesing (Atzgersdorf) ansässig, produzierte zunächst ab 1918 Traktoren und Motorpflüge unter eigenem Namen. Das noch in den letzten Monaten der Monarchie zum k.u.k Hoflieferanten ernannte Unternehmen begann im Jahr 1922 mit der Produktion von Automobilen.
1935 ging das Unternehmen – vorerst unter voller Wahrung der Eigenständigkeit – eine Interessensgemeinschaft mit der Wiener Automobilfabrik vormals Gräf & Stift ein. Firmeninhaber Gustav Perl zog sich jedoch in Folge aus dem Unternehmen zurück und betrieb einen Werkstättenbetrieb in Wien Breitensee. Die Automobilfabrik Perl wurde schließlich 1939 von Gräf & Stift gänzlich übernommen, in den Werksanlagen in Liesing wurde fortan das Karosseriewerk von Gräf & Stift angesiedelt.
Zwischen 1951 und 1954 wurden in Wien Auhof von der im Dezember 1947 von G. R. Perl gegründeten „Perl Auhof Automobil-Bestandteile- und Karosserie-Fabrik Ges. m. b. H“ erneut PKW unter dem Markennamen „Perl“ hergestellt, Omnibusse und -karosserien entstanden von 1946 bis 1968. Anschließend wurde das Unternehmen stillgelegt.

## Fahrzeuge

### Traktoren
Ab 1918 baute die Firma Perl zunächst einen Traktor mit einem vierzylindrigen 35-PS-Motor, der in zwei Blöcken gegossen war. Später wurde dieser Motor in die Perl-Lastwagen eingebaut. Der Perl-Elektrotraktor wurde im Jahr 1921 zur Serienreife gebracht.

### Automobile
1922 erschien der Kleinwagen 3/10 PS mit einem Vierzylindermotor mit 800 cm³ Hubraum als Dreisitzer und Roadster. 1924 erschien der 3/14 PS mit dem gleichen Motor, auch als Coupé und Limousine. Das Modell 4/17 PS Suprema wurde 1925 vorgestellt und ab 1926 produziert.
Zwischen 1951 und 1954 gab es den Kleinstwagen Champion 250, eine Lizenzproduktion des deutschen Champion 250. Er war mit einem Zweitaktmotor mit 250 cm³ Hubraum mit 9 PS ausgestattet.
Ein Fahrzeug dieser Marke ist im Museum „Historama“ in Ferlach ausgestellt.

### Busse

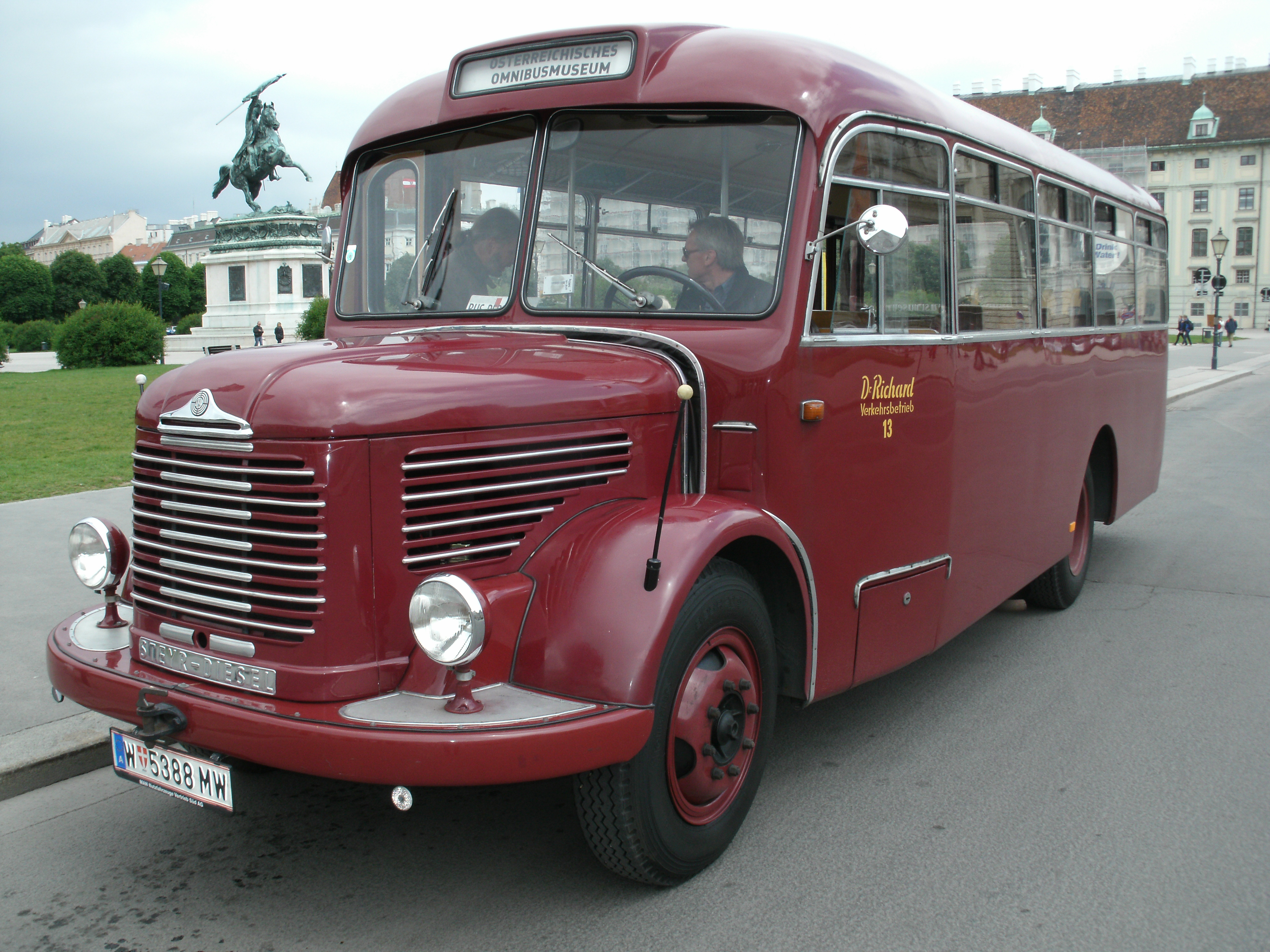
Omnibus Steyr 380 mit Perl-Auhof-Karosserie (1955/1956)

Für den von Perl betriebenen Omnibus-Linienbetrieb Liesing – Perchtoldsdorf und Liesing – Kaltenleutgeben wurden Linienbusse auf Basis der Perl-Lastwagen gebaut. 
Zum besseren Absatz der von Perl erzeugten Lastkraftwagen und Autobussen (vor allem der Typen L6 und L8) gründete das Unternehmen in der Folge gemeinsam mit dem Firmeninhaber mindestens sieben Autobusunternehmen in den Bundesländern sowie dem Ausland, deren bekanntestes die später im Bahnbus aufgegangene LOBEG (Lastauto- und Omnibus-Betriebsgesellschaft) darstellt. Weitere Gesellschaften, waren die Salzburger Omnibus-Liniengesellschaft (SOL), die Niederösterreichisch-Burgenländische Kraftwagen-Betriebs-Gesellschaft (NIBUG), die Tiroler Kraftverkehrsgesellschaft sowie die TAPRED in Zagreb und die SAP in Spalato. Als Dachgesellschaft wurde die Überland in Wien gegründet, die vor allem Gesellschaftsfahrten veranstaltete. Im März 1929 gründete die LOBEG zur Erschließung des Südburgenlandes eine Filiale in Oberwart, die heute zu Dr. Richard gehörende Südburg Kraftwagen Betriebsgesellschaft.
Am 1. Jänner 1923 wurde die Automobilfabrik Perl zwecks Akquisition von Kapital in eine Aktiengesellschaft umgewandelt.
1946 entstand der erste Nachkriegsomnibus von Perl mit einer selbst tragenden Karosserie und einem Maybach-Heckmotor mit 105 PS Leistung. Er wurde als Linienautobus, als Luxusreisebus und als Fernreisebus ausgeliefert. Nach den Maybach-Motoren wurden die Busse mit Achsen und Motoren aus dem Hause Steyr und später mit Henschel-Bauteilen ausgestattet.

### Lastwagen
Ab 1927 produzierte die Firma Schnelllastwagen und Elektrolastwagen für die Post mit 1,5 bis 2 Tonnen, die mit einem 45 PS starken Sechszylinder-Chrysler-Blockmotor, Niederrahmen und Ballonreifen ausgestattet waren. In den Typen L6 und L8 kamen auch Motoren der Continental Motors Company zum Einbau.

### Elektrofahrzeuge
1928 waren drei Typen von Perl-Lastwagen mit elektrischem Antrieb bei der Österreichischen Post im Einsatz.